# Alessandro Riario
Alessandro Riario (* 3. Dezember 1543 in Bologna; † 18. Juli 1585 in Rom), auch Alessandro Riàrio Sfòrza, war ein Kardinal der Römischen Kirche. Er war Mitglied der römischen Kurie.

## Leben

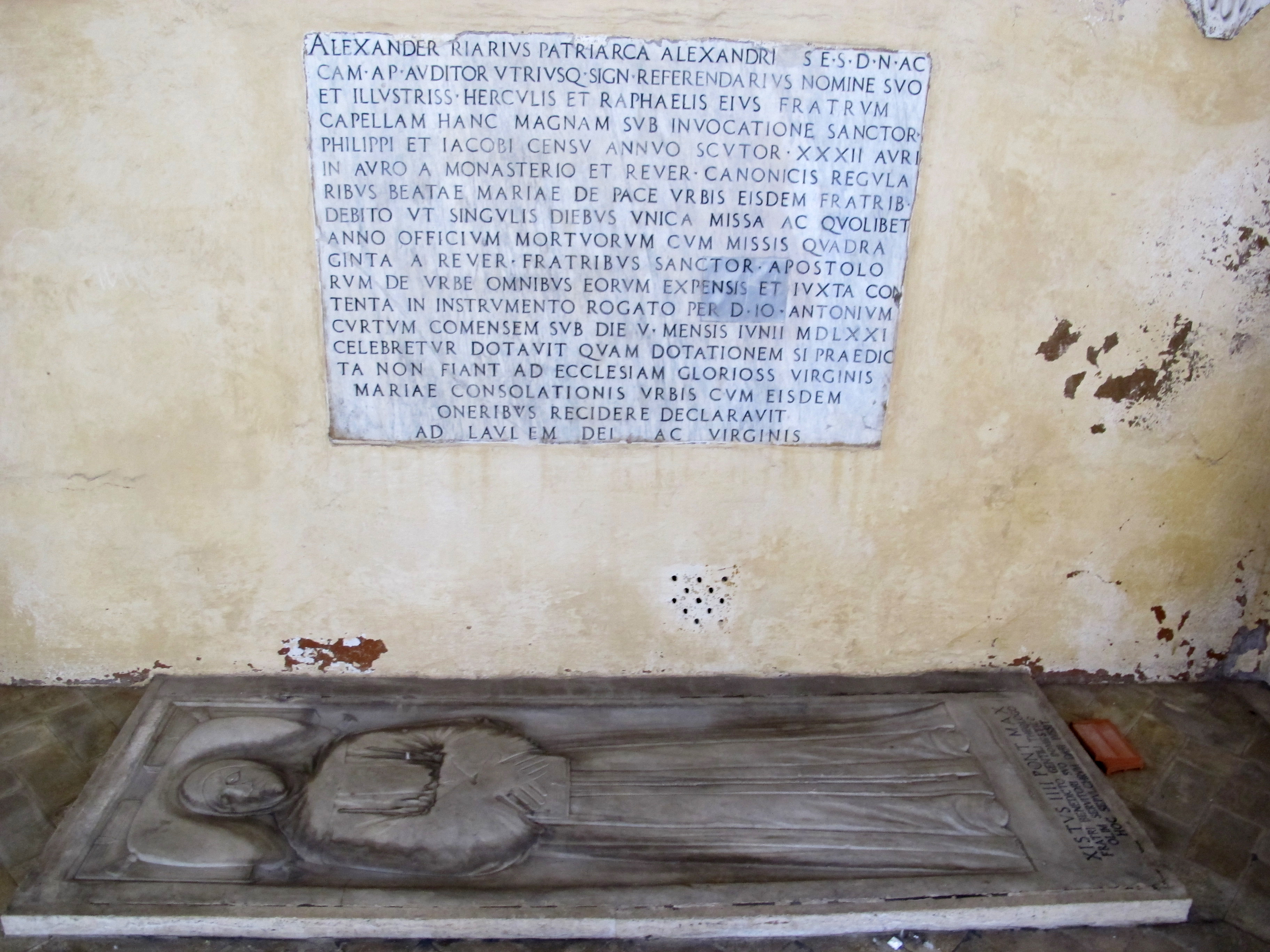
Gedenktafel an Kardinal Riario (Kirche Santi XII Apostoli, Rom)

Alessandro Riario stammte aus der Adelsfamilie Riario, die es aufgrund ihrer Verwandtschaft zu den Della Rovere aus kleinen Anfängen zur päpstlichen Nepotenfamilie, zu mehreren Bischöfen und zu erblichen Herzögen sowie zu Ehrenpatriziern von Venedig und Bologna gebracht hatte. Er war der Sohn des Grafen Giulio Riario und dessen Ehefrau Isabella Pepoli. Aus seinem Haus stammen auch die Kardinäle Pietro Riario (1471 erhoben), Raffaele Sansoni Riario (1477), Tommaso Riario Sforza (1823) und Sisto Riario Sforza (1846).
Er studierte an der Universität Padua sowie an der Universität Bologna, wo er am 11. Mai 1563 den Grad eines Doctor iuris utriusque erlangte. Danach war er unter anderem Hausprälat unter Papst Pius IV.
Riario wurde am 8. November 1570 zum Lateinischen Patriarchen von Alexandria ernannt. Die Bischofsweihe spendete ihm am 24. August 1572 der Kardinal Benedetto Lomellini; Mitkonsekratoren waren Antonio Elio, Lateinischer Patriarch von Jerusalem, und Giovanni Ambrosio Fieschi, Bischof von Savona.
Am 21. Februar 1578 wurde er von Papst Gregor XIII., mit dem er verschwägert war, zum Kardinalpriester ernannt und erhielt am 3. März desselben Jahres die Titelkirche Santa Maria in Ara Coeli.
Im Jahr 1580 war er als Päpstlicher Legat am spanischen Hof an den Verhandlungen über die Personalunion mit Portugal beteiligt. Er nahm am Konklave 1585 teil, aus dem Sixtus V. als Papst hervorging.
Er starb im Juli 1585 und wurde zunächst vor dem Hauptaltar der Basilika Santi XII Apostoli in Rom bestattet. Später wurden seine sterblichen Überreste in der Kirche San Giacomo in Bologna beigesetzt.